# Milan Martić

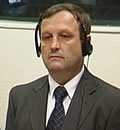
Milan Martić, 2009 (Quelle: ICTY)

Milan Martić (serbisch-kyrillisch Милан Мартић; * 18. November 1954 in Martići bei Knin) ist ein ehemaliger jugoslawischer Politiker und Führer paramilitärischer Verbände der international nicht anerkannten Republik Serbische Krajina (RSK) während des Kroatienkrieges (1991 bis 1995) sowie ein verurteilter Kriegsverbrecher.

## Leben
Martić war vor dem Krieg als Polizeichef der Stadt Knin tätig. Vom 4. Januar 1991 bis zur Militäroperation Sturm im August 1995 war Martić in unterschiedlichen Funktionen tätig, darunter auch als Außenminister, Verteidigungsminister und Präsident der RSK.
Der vom Internationalen Strafgerichtshof für das ehemalige Jugoslawien (ICTY) seit dem 25. Juli 1995 mit internationalem Haftbefehl gesuchte Martić stellte sich am 15. Mai 2005 den Behörden.
Am 12. Juni 2007 wurde er vom ICTY zu 35 Jahren Haft verurteilt. Es sprach ihn des Mordes, der Folter sowie der Verfolgung und Vertreibung von Kroaten und anderen Nicht-Serben, Angriffen auf Zivilisten, der mutwilligen Zerstörung von zivilen Gebäuden und anderer Verbrechen gegen die Menschlichkeit und Verstoße gegen Gesetze und Gebräuche des Krieges in der so genannten „SAO Krajina“, die später in die Republik Serbische Krajina umbenannt wurde, in 16 von 19 Anklagepunkten für schuldig. Vom Vorwurf des Völkermordes wurde er freigesprochen.

## ICTY-Anklagepunkte
Im Einzelnen wurde er beschuldigt, für folgende von paramilitärischen Verbänden verübte Taten mitverantwortlich zu sein:
- Morde an hunderten Kroaten, Bosniaken und anderen nichtserbischen Zivilisten einschließlich Frauen und älteren Personen in Kijevo, Dubica, Cerovljani, Bacin, Saborsko, Poljanak, Lipovaca, Škabrnja, Nadin und Bruska in Kroatien sowie in Prnjavor in Bosnien und Herzegowina
- Das Festhalten, Mord und Folterungen in Internierungslagern in den Orten Knin und Korenica
- Das Festhalten von Menschen unter inhumanen Bedingungen
- Zwangsarbeit entlang der Frontlinie, Morde und Folterungen an gefangenen Kroaten, Bosniaken und anderen Nichtserben
- Raub und Folter
- sexueller Missbrauch, Massenvergewaltigungen von gefangenen Personen
- Plünderungen von Kroaten, Bosniaken und anderen nichtserbischen Zivilisten
- Zerstörung von Häusern, öffentlichem und Privateigentum. Verwüstung von Kulturgütern und Kirchengebäuden.
- Raketenbeschuss auf Zagreb mit Streubomben des Waffensystems M-87 Orkan. Dessen Raketen wurden aus der 50 km entfernten Ortschaft Vojnic abgefeuert.
- Vertreibung mehrerer Zehntausend Kroaten und anderer Nichtserben aus der „SAO Krajina“ in Gebiete, die unter Kontrolle der kroatischen Regierung standen oder in Drittstaaten
- Angriffe auf wehrlose bosniakische Dörfer